# وی‌اچ‌اس جی۱۲۵۶–۱۲۵۷
وی‌اچ‌اس جی۱۲۵۶–۱۲۵۷ (انگلیسی: VHS J1256–1257) منظومهٔ کوتوله قهوه‌ای سه‌گانه جوانی است که در صورت فلکی کلاغ نزدیک ۶۹٫۰ سال نوری (۲۱٫۲ پارسک) از خورشید فاصله دارد. این سیستم متشکل از VHS باینری با جرم برابر J1256-1257AB و همراه جرم سیاره‌ای دور VHS 1256-1257 b. در سال ۲۰۲۲، که یک انتشار رادیویی پیوسته از کمربندهای تشعشعی اطراف VHS J1256-1257 است، شناسایی شد.